# Torneo Internacional Challenger Leon 2004
Il Torneo Internacional Challenger Leon 2004 è stato un torneo di tennis facente parte della categoria ATP Challenger Series nell'ambito dell'ATP Challenger Series 2004. Il torneo si è giocato a León in Messico dal 12 al 18 aprile 2004 su campi in cemento.

## Vincitori

### Singolare
Jeff Salzenstein ha battuto in finale  Wesley Moodie con il punteggio di 6–3, 3–6, 7–5

### Doppio
Bruno Echagaray /  Miguel Gallardo-Valles hanno battuto in finale  Frédéric Niemeyer /  Tripp Phillips con il punteggio di 6–4, 7–6(1)